# Жужелицы
Жу́желицы (лат. Carabidae) — одно из самых больших и многочисленных семейств жуков. Число видов мировой фауны, по разным оценкам, колеблется от 25 000 до 50 000, в том числе в России и сопредельных странах уже сейчас[когда?] известно более 3000 видов. Число открытых видов ежегодно возрастает.

## Определение
Жужелицы — очень крупное семейство, которое насчитывает большое число родов и видов, нередко трудно различимых, в связи с этим для диагностики используются много различных признаков: принимаются во внимание окраска, форма тела, наружное строение, структура поверхности, размеры, строение гениталий и хетотаксия.
Окрас жужелиц весьма разнообразен, в основном в тёмных тонах, часто с металлическим оттенком. Нередко при чёрной или тёмной окраске встречается радужный (иризирующий) отлив, который создаётся микроскульптурой из тонких поперечных линий.
Отдельные таксоны, преимущественно на уровне подсемейств и триб, имеют характерную для них форму тела. Иногда форма тела сильно отличается от обычной для жужелиц: виды рода Omophron, обитающие на песчаных пляжах, своей округлой формой напоминают божьих коровок или некоторых чернотелок; живущие на стеблях травы представители родов Drypta, Demetrius и Odacantha имеют удлинённую, стеблевидную форму тела; для роющих видов из подсемейства Scaritinae, а также некоторых других групп, характерна шеевидная перевязка между переднетульем и задней частью тела, а также широкие, снабжённые зубцами передние голени. Своеобразна форма тела у видов из родов Cicindela, Elaphrus, Notiophilus и некоторых других.

## Морфологияимаго
Размеры от очень мелких, едва превышающих 1 мм, до очень крупных, почти 10 см.
Форма тела очень разнообразна, и хотя большинство видов обладают удлинённым более или менее овальным телом, для некоторых групп характерна округлая форма в виде двояковыпуклой линзы или плоское листообразное тело. Пещерные виды часто имеют сильно выпуклое тело с огромной головой и глубокой перетяжкой на основании переднеспинки, что придаёт им некоторое внешнее сходство с муравьями.
Окраска чаще всего черноватая или металлическая, пигментная окраска характерна только для определённых, большей частью, эпифитных и приводных групп жужелиц. Для скрытно живущих видов характерна депигментация тела.

### Голова
Голова втянута в переднегрудь слабо или до глаз, направлена вперёд и заканчивается сильными заострёнными челюстями, форма которых зависит от типа питания. Для ряда хищных групп характерны длинные серповидные мандибулы, хорошо приспособленные для удержания жертвы. Напротив, растительноядные формы обычно имеют массивные и тупые челюсти, адаптированные к перетиранию растительной пищи.
Глаза разных размеров, от очень крупных (у видов с дневной или преимущественно сумеречной активностью), например, Cicindela, Elaphrus, Notiophilus до сильно редуцированных — Leptopaphiama, некоторые Trechus и другие. У видов ведущих ночной образ жизни глаза средних размеров, у многочисленных почвенных или пещерных форм более или менее редуцированы вплоть до полного исчезновения. Глазков нет.
Виски иногда сильно развиты, а голова за ними шеевидно сужена. Чаще лоб на боках, обычно в передней половине лба есть вдавление: если оно короткое и широкое, то называется лобной ямкой, если же длинное то называется лобной бороздкой. Нередко лобные бороздки развиты очень хорошо, в передней части проникают на бока наличника, в задней стороне достигают висков. Наличник обычно в той или иной степени чётко отделён от лба клипеальным швом.
Верхняя губа бывает различной формы, обычно способна вдвигаться под наличник, реже соединена с ним неподвижно. Подбородок отделён от субментума, в середине передней переднего края с выемкой, обычно снабжённой средним зубцом; последний треугольный, или притуплённый на вершине, или же глубоко рассечён, нередко отсутствует. Боковые лопасти подбородка на внутреннем крае обычно снабжены каёмками (эпилобами). Иногда на подбородке, например, у родов Clivia, Dyschirius и других, вблизи у середины или на основании находятся два отверстия (подбородочные отверстия) нижнегубного сенсорного органа, который, по предположению Жаннеля, служит жужелицам органом слуха. Почти всегда на подбородке есть одна или несколько пар щетинконосных пор. Язычок на вершине имеет два или множество щетинок, к его бокам примыкают параглоссы, голые или опушёные. Мандибулы обычно сильные, иногда очень крупные, в боковом желобке иногда с одни или несколькими зубцами (ретинакул), в передней половине иногда тоже несёт зубцы различной формы. Максиллы с крючковидно загнутой на вершине лицинией, щупиковидной 2-сегментной галеей и 4-сегментным челюстным (максиллярным) щупиком. Губные щупики трёх-сегментные. Последний сегмент щупиков иногда сильно расширен к вершине (топоровидной формы), секировидный, треугольный; иногда, наоборот, сильно редуцирован до маленького игловидного придатка на вершине крупного предпоследнего сегмента.
Усики (за исключением Paussinae, у которых усики обычно приобретают причудливую форму) 11-сегментные, нитевидные и чётко видны, первый сегмент обычно снабжён одной, реже несколькими щетинками; остальные сегменты, за исключением последнего, снабжены венчиком из нескольких щетинок у вершины. Несколько базальных сегментов усиков обычно голые, остальные покрыты по всей или почти по всей поверхности прилегающими волосками, у Lorocera покрыты помимо обычного мелкого опушения отдельными длинными щетинками.

### Грудь
Переднеспинка самой разнообразной формы. Экологическая специализация часто отражается именно в форме переднеспинки, характер сочленения которой с надкрыльями во многом определяет степень подвижности передней части тела — чем уже основание переднеспинки, тем выше эта подвижность. Поэтому наиболее специализированные роющие виды и различные типы скважников отличаются своеобразной перетянутой формой тела. Щиток у огромного большинства видов хорошо развит, лишь в исключительных случаях редуцирован — например у некоторых пещерных форм.

### Конечности
Ноги обычно тонкие и сравнительно длинные, хорошо приспособленные для ходьбы и бега; у роющих форм они сильно утолщены и зазубрены вдоль наружного края и часто снабжены зубцами и выростами. Лапки 5-члениковые, задние тазики без бедренных покрышек, обычно соприкасаются у средней линии и пересекают первый сегмент брюшка. Вертлуги хорошо развиты, иногда очень длинные, в исключительных случаях даже длиннее бёдер. На передних голенях большинства жужелиц имеется вырезка — специальный орган туалета, предназначенный для чистки усиков. 4-й членик лапок у эпифитных видов часто с глубокой вырезкой, в которую вкладывается когтевой членик, образуя таким образом специализированный орган для обхватывания растений. Этот же членик у пещерных видов обычно с плёнчатым отростком, помогающим прикрепляться к субстрату при лазании по стенкам пещер.

### Надкрылья и крылья
Крылья с характерным, так называемым карабоидным жилкованием. Степень развития крыльев зависит не только от таксономической группы, но часто варьирует даже внутри вида. В последнем случае в зависимости от характера доминирования соответствующего гена наблюдаются различные типы крылового полиморфизма. Как и у других насекомых, короткокрылые нелетающие виды и/или популяции особенно характерны для островов, гор, пещер, а также для наиболее благоприятных и устойчивых в данной зоне сообществ. Характер распространения крыловых форм может использоваться для выяснения различных вопросов генезиса группы, картирования ледниковых рефугиумов и т. п. Крылья особенно хорошо развиты у термофильных приводных групп, например, у скакунов и Pogonini, а также у древесных тропических форм. Многие из этих видов летают настолько хорошо, что предпочитают именно улетать, а не убегать от опасности. Однако большинство жужелиц летают довольно плохо и используют полёт преимущественно для расселения, а некоторые виды и вовсе никогда не летают.
Надкрылья обычно довольно твёрдые, большей частью, почти целиком покрывающие брюшко, лишь на вершине иногда срезаны. У бескрылых видов они могут срастаться вдоль шва; обычно их поверхность с продольными бороздками, которые могут быть пунктированными. Количество бороздок чаще всего равно 9, но может увеличиваться за счёт раздвоения или, наоборот, уменьшаться; такие изменения чаще всего кратны 3. На такой основе иногда развивается довольно сложная скульптура или вся скульптура редуцируется и поверхность становится зеркально гладкой.

### Брюшко
Брюшко в зависимости от группы с 6—8 видимыми стернитами. Эдеагус асимметричный, в покое лежит на боку; чаще всего представляет собой равномерно склеротизованую трубку, реже его дорсальная поверхность плёнчатая или остаётся пара продольных склеритов по сторонам. Парамеры свободные, в зависимости от группы симметричные или нет.
У подавляющего большинства жужелиц самцы характеризуются одним или несколькими расширенными члениками на передних и иногда средних лапках, нижняя поверхность которых снабжена прикрепительными волосками, служащими для удержания самки во время копуляции. Часто пол можно определить по особенностям расположения щетинок, особенно на анальном сегменте или по деталям строения апикальной части надкрылий, по особенностям микроскульптуры и т. д. Помимо качественных признаков самцы часто отличаются от самок пропорциями тела. Настоящие и хорошо выраженные вторичнополовые признаки, которые хорошо известны среди других жуков, у жужелиц встречаются сравнительно редко. Самым известным примером являются расширенные членики лапки у самцов жужелиц из рода Carabus.

## Морфологияличинок
Личинки жужелиц известны значительно хуже имаго и в настоящий момент являются объектом интенсивного изучения. Обычно они камподеевидные, более или менее склеротизованные, реже (у симфильных и паразитоидных жужелиц) личинки депигментированы, а конечности сильно укорочены. Наличник слитый со лбом, его передний край зазубренный. Глазков обычно по 6 с каждой стороны, реже их меньше или нет совсем. Усики с 3—5 (чаще всего с 4) члениками. Ноги как и у имаго с 5 члениками. Брюшко 10-члениковое, IX тергит обычно с парой простых или членистых урогомф, строение которых является важным диагностическим признаком. X сегмент часто образует подталкиватель.

## Требования кабиотическим факторам
Среди всех абиотических факторов для большинства жужелиц важнейшим является влажность почвы. Подавляющее число видов предпочитают влажные биотопы со сравнительно невысокими температурами. Такие требования особенно характерны для неспециализированных хищников-полифагов. Среди фитофагов значительно выше доля мезоксерофильных видов, поскольку эти виды, как и другие фитофаги, способны компенсировать недостаток влаги в организме за счёт растительных тканей. Среди паразитоидов также имеется значительное число устойчивых к недостатку влаги и высоким температурам видов. Обширная группа жужелиц выдерживает сильное засоление и встречается по берегам солёных озёр и солончаков.

## Места обитания
Необычайная экологическая пластичность представителей семейства является причиной повсеместного обилия этих жуков. Жужелицы населяют практически весь диапазон широт от холодных тундр до пустынь и тропических лесов; в горах они поднимаются до субнивального пояса и в большинстве случаев являются одним из самых характерных компонентов аднивальных экосистем.

## Суточная активность
У жужелиц известны все основные типы суточной активности. Граница между ночными и дневными видами часто весьма неопределённая, как из-за внутрипопуляционной гетерогенности, так и из-за сезонных изменений суточной активности. Олиготермность, мезо- и гигрофильность большинства видов жужелиц часто являются ключом для понимания особенностей циркадных ритмов жужелиц. Весной в условиях сравнительно высокой влажности почвы, обилия осадков и невысоких температур многие виды, обычно причисляемые к ночным, ведут дневной образ жизни. Так, весной в открытых ландшафтах степной зоны чисто визуальные учёты позволяют не только обнаружить, но даже и оценить численность практически всех доминантных и субдоминантных видов. В начале лета на альпийских лугах днём можно наблюдать многочисленных активных Carabus, Pterostichus, Calathus и Nebria, которые позднее переходят почти исключительно к ночному образу жизни. Интересно, что подобное явление более характерно для Карпат и влажных регионов Кавказа, в то время как в более сухих горах Центральной Азии и Восточного Кавказа оно встречается только у ограниченного круга видов. По мере повышения среднесуточных температур и высыхания почвы пик их активности постепенно смещается в сумеречные, а потом и в ночные часы. Такие изменения происходят достаточно легко, поскольку в разгар лета дневные виды имеют пик активности во второй половине дня, а ночные — в первые часы после захода солнца и таким образом, для перехода из одной группы в другую достаточно изменения пика активности всего на несколько часов.
Приуроченность пика суточной активности большинства видов именно к заходу, а не к восходу солнца доказывает, что ключевым неблагоприятным фактором, к которому идёт приспособление, является дефицит влажности, а не высокие температуры, так как именно за счёт уменьшения температуры происходит увеличение относительной влажности воздуха в вечерние часы. По всей вероятности, важнейшим неблагоприятным фактором может быть и солнечная инсоляция. В пользу этого говорят интенсивная металлическая окраска ряда дневных и преимущественно ночная активность многих аднивальных видов. Эти последние встречаются высоко в горах у края тающих снежных полей и часто характеризуются депигментацией и истончением покровов. Такие морфологические изменения вполне понятны с точки зрения отсутствия необходимости борьбы с дефицитом влаги, но они делают аднивальные виды очень уязвимыми для солнечной радиации и, вероятно, вынуждают их вести ночной образ жизни в условиях, которые на первый взгляд кажутся малопригодными для этого. Если на Западном Кавказе выйти после захода солнца на край снежника, то при температуре около 0 градусов, часто на ледяном ветру, можно обнаружить множество снующих непосредственно по поверхности снега представителей рода Nebria группы N. tenella, которые щупиками проверяют в снегу каждую лунку в поисках оттаявших органических остатков, недавно замёрзших неосторожных насекомых и т. п. Приведённый пример демонстрирует определённую связь между биотопической специализацией вида и характером суточной активности. С этой точки зрения важен также и тип питания. Большинство фитофилов и многие приводные виды активны днем. Напротив, среди геобионтов и миксофитофагов огромное большинство видов обладает ночной активностью.
Часто в связи с характером суточной динамики рассматривают и лёт жужелиц на свет (Крыжановский, 1983). Лёт наиболее интенсивен в аридных ландшафтах, обычно при достаточно высоких ночных температурах. Летящие на свет жужелицы могут быть условно разделены на 2 большие группы. К одной относятся виды, совершающие расселительный полёт, последний совершается недавно вышедшими молодыми жуками, а по мере созревания способность к полёту теряется, что может сопровождаться даже необратимым рассасыванием крыловой мускулатуры. Такой полёт для каждого вида приобретает массовый характер только раз в сезон. К другой группе относятся виды, летящие на свет более или менее равномерно в течение всего сезона. В этом случае массовый лет может наблюдаться несколько раз в один сезон, провоцируемый различными обстоятельствами (например, у береговых видов — пересыханием водоёма).

## Сезонная динамика
Подавляющее большинство жужелиц относится к моновольтинным видам и даёт лишь одно поколение за год. В полярных областях и на больших высотах некоторые из этих видов не успевают закончить развитие за один сезон и тогда развитие продолжается два года. Зимующие жуки обычно разновозрастные и часть из них зимует второй раз. Некоторые виды развиваются всегда более одного года. Менее известны случаи, когда за год развиваются два поколения жужелиц. В целом для жужелиц характерна эндогенная диапауза. Реактивация температурная или фотопериодическая, во втором случае часто двухступенчатая, состоящая из обязательной короткодневной и последующей длиннодневной фаз. У некоторых видов управление реактивацией различно у самцов и самок. Для ряда видов известна летняя эстивация.
Традиционно по типу сезонной динамики жужелицы делятся на 3 основные группы: весенние с осенней активностью (перезимовавшие имаго размножаются весной, за лето жуки заканчивают развитие, осенью у молодых имаго наблюдается активность), весенние без осенней активности (в отличие от предыдущей группы имаго осенью не выходят из куколочной колыбельки) и осенние виды (зимуют личинки, имаго размножаются во второй половине лета и осенью). Это разделение было предложено на основании музейного материала (Larsson, 1939). Последующие полевые исследования значительно обогатили наши представления о типах сезонной динамики жужелиц, но разделение на весенние и осенние виды выдержало испытание временем. Наиболее разработанную систему годовых ритмов с учётом характера диапаузы предложил Тиле (Thiele, 1977). Чаще всего размножение жужелиц приходится на наиболее влажный сезон — зимний в аридных странах и период муссонов — в тропических странах. Для пещерных видов жужелиц годовые ритмы не известны.

## Практическое значение
Жужелицы, являясь хищниками-полифагами, находят применение в сельском хозяйстве в качестве средства биологической защиты сельскохозяйственных культур от вредителей и сорняков. Использование жужелиц в качестве средства борьбы с вредителями многократно применялось в крупных масштабах в сельском хозяйстве.
Из-за отсутствия определяющей зависимости от плотности вредителя жужелицы могут остановить нарастание численности вредителя ещё до достижения последним порога вредоносности. Сложность разведения, вероятно, никогда не позволит применять в отношении полезных жужелиц метод наводняющих выпусков, метод сезонной колонизации и пр., но использование щадящих средств защиты растений, продуманного расположения различных культур, правильного севооборота позволяют повысить эффективность этих энтомофагов в рамках интенсивно развиваемой сейчас стратегии рационального землепользования.
Хорошо известны также успешные примеры акклиматизации ряда видов жужелиц (в частности красотелов) в Северной Америке. Среди жужелиц фитофагов и миксофагов имеются хозяйственно значимые вредители, из которых наиболее известны несколько видов хлебных жужелиц (представители рода Zabrus).

## Классификация
Объём и границы семейства до сих пор не устоялись и зависят от автора и соответствующей научной школы. Наиболее дробная система принята французскими энтомологами, которые делят жужелиц на почти полсотни самостоятельных семейств, большей частью, соответствующих подсемействам и трибам в понимании других авторов.
Систематический список жужелиц (Carabidae) России содержит 3293 таксонов (5 подсемейств, 40 триб, 184 рода, 289 подродов, 1959 видов и 592 подвида).
Неполный список подсемейств и родов:
- Anthia
- Brachininae Bonelli, 1810 (некоторые представители известны как жуки-бомбардиры)
  - Brachinus Weber, 1801
- Carabinae Latreille, 1802
  - Calosoma Weber, 1801
  - Carabus Linnaeus, 1758
  - Cychrus Fabricius, 1794
  - Leistus Frölich, 1799
  - Nebria Latreille, 1802
  - Notiophilus Dumeril, 1806
  - Pelophila Dejean, 1821
- Cicindelinae Latreille, 1802
  - Cicindela Linnaeus, 1758
  - Cylindera Westwood, 1831
- Elaphrinae Latreille, 1802
  - Blethisa Bonelli, 1810
  - Diacheila Motschulsky, 1845
  - Elaphrus Fabricius, 1775
- Harpalinae Bonelli, 1810
  - Abax Bonelli, 1810
  - Acupalpus Dejean, 1829
  - Agonum Bonelli, 1810
  - Amara Bonelli, 1810
  - Anchomenus Bonelli, 1810
  - Anisodactylus Dejean, 1829
  - Anthracus Motschulsky, 1850
  - Badister Clairville, 1806
  - Bradycellus Erichson, 1837
  - Calathus Bonelli, 1810
  - Callistus Bonelli, 1809
  - Calodromius Reitter, 1905
  - Chlaenius Bonelli, 1810
  - Cymindis Latreille, 1806
  - Demetrias Bonelli, 1810
  - Diachromus Erichson, 1837
  - Dicheirotrichus Jacqelin du Val, 1857
  - Dolichus Bonelli, 1810
  - Dromius Bonelli, 1810
  - Harpalus Latreille, 1802
  - Laemostenus Bonelli, 1810
  - Lebia Latreille, 1802
  - Licinus Latreille, 1802
  - Lionychus Wissman, 1846
  - Masoreus Dejean, 1821
  - Microderes Faldermann, 1835
  - Microlestes Schmidt-Goebel, 1846
  - Odacantha Paykull, 1798
  - Olisthopus Dejean, 1828
  - Oodes Bonelli, 1810
  - Ophonus Stephens, 1828
  - Oxyselaphus Chaudoir, 1843
  - Panagaeus Latreille, 1802
  - Paradromius Fowler, 1887
  - Paranchus Lindroth, 1974
  - Pedius Motschulsky, 1850
  - Perigona Laporte de Castelnau, 1835
  - Philorhizus Hope, 1838
  - Platyderus Stephens, 1828
  - Platynus Bonelli, 1810
  - Plochionus Wiedemann, 1823
  - Poecilus Bonelli, 1810
  - Pterostichus Bonelli, 1810
  - Sericoda Kirby, 1837
  - Sphodrus Clairville, 1806
  - Stenolophus Dejean, 1821
  - Stomis Clairville, 1806
  - Syntomus Hope, 1838
  - Synuchus Gyllenhal, 1810
  - Zabrus Clairville, 1806
- Loricerinae Bonelli, 1810
  - Loricera Latreille, 1802
- Omophroninae Bonelli, 1810
  - Omophron Latreille, 1802
- Paussinae
  - Arthropterus Macleay, 1838
  - Megalopaussus Lea, 1906
  - Mystropomus Chaudoir, 1848
- Scaritinae Bonelli, 1810
  - Dyschirius Bonelli, 1810
- Trechinae Bonelli, 1810
  - Aepus Samouelle, 1819
  - Asaphidion Des Gozis, 1886
  - Bembidion Latreille, 1802
  - Bhutanotrechus Ueno, 1977c
  - Blemus Dejean, 1821
  - Broscus Panzer, 1813
  - Cillenus Leach, 1819
  - Miscodera Eschscholtz, 1830
  - Ocys Stephens, 1828
  - Patrobus Dejean, 1821
  - Perileptus Schaum, 1860
  - Pogonus Dejean, 1821
  - Porotachys Netolitzky, 1914
  - Rhysodes Dejean, 1821
  - Tachyra Motschulsky, 1862
  - Tachys Dejean, 1821
  - Tachyta Kirby, 1837
  - Trechoblemus Ganglbauer, 1891
  - Trechus Clairville, 1806
- incertae sedis
  - Acinopus Latreille
  - Agatus Motschulsky
  - Amblystomus Erichson
  - Apotomus Ill.
  - Apristus Chaudoir
  - Aptinus Bonelli
  - Callisthenes F.-W.
  - Cardioderus Dejean
  - Carterus Dejean
  - Clivina Latreille
  - Corsyra Dejean
  - †Cretorabus — водились в раннем мелу на территории современного Китая[6].
  - Cyhrus Fabricius
  - Daptus F.-W.
  - Deltomerus Motschulsky
  - Ditomus Bonelli
  - Drypta Latreille
  - Duvaliopsis Jeann.
  - Duvalius Delar.
  - Eriotonus Pioch.
  - Gynandromorphus Dejean
  - Harpalobrachys Tschit.
  - Hemiaulax Bat.
  - Lasiotrechus Cglb.
  - Limnastis Motschulsky
  - Mastax F.-W.
  - Molops Bonelli
  - Odontonyx Stephens
  - Parophonus Cglb.
  - Penthus Chaudoir
  - Polystichus Bonelli
  - Pseudaphaenops Winkl.
  - Scarites Fabricius
  - Taphoxenus Motschulsky
  - Thalassophilus Woll.
  - Trachypachys Motschulsky
  - Trichocellus Cglb.
  - Trichotichnus A. Mor.
  - Zuphium Latreille